# Rodrigo Pérez Arce
Rodrigo Pérez Arce (León), 14 de octubre de 1995 es un jugador de balonmano español. Juega en la posición de central en el Ademar León. Es hermano del también balonmanista Gonzalo Pérez Arce.
Nacido en León, allí desarrolló sus primeros años de carrera, jugando para el Ademar de León. Allí estuvo hasta 2019 sin apenas protagonismo, ese año decidió unirse al proyecto del BM Nava, recién ascendido por entonces. En la temporada 2020-21 hizo su mejor año personal anotando 190 goles en la Liga ASOBAL. 
En 2022, después del descenso a División de Honor Plata se confirmó su marcha del BM Nava. Poco después, se anunció su fichaje por el JS Cherbourg de Francia.
En septiembre de 2023, vuelve al Ademar León que abona su cláusula de rescisión. Se lesiona a comienzos de mayo de 2025, perdiéndose lo que resta de temporada.

## Trayectoria
- Ademar de León (2013-2019)
- BM Nava (2019-2022)
- JS Cherbourg (2022-2023)
- Ademar León (2023- )